# Club Atlético Cinco Esquinas
El Club Atlético Cinco Esquinas es un club uruguayo de fútbol de la ciudad de Pando, en el departamento de Canelones. Fundado el 8 de noviembre de 1934, es el equipo más laureado de Pando, con un total de 9 títulos de campeón de la Liga de Fútbol Regional del Este.
A partir de 2021 está integrado a la Asociación Uruguaya de Fútbol, y compite en la Divisional D.

## Historia
El Club Atlético Cinco Esquinas ("el CACE") fue fundado el 8 de noviembre de 1934 en la ciudad de Pando, en el departamento de Canelones. Sus colores originales fueron rojo y blanco, pero posteriormente se cambiaron por el rojo y negro, colores que ningún club de Pando había usado.
El CACE fue uno de los fundadores en 1952 de la Liga de Fútbol Regional del Este (originalmente con solamente clubes de Pando, luego se incorporaron clubes de otras localidades como Atlántida, Soca, Empalme Olmos, San José de Carrasco, etc). Con 9 títulos obtenidos, es el equipo de Pando que más veces la ha ganado, aunque desde 1985 en adelante sólo pudo hacerlo una vez (en 2015). Además de ello el club se jacta de haber obtenido el "quinquenio" al ganar 5 veces seguidas entre 1972 y 1976 el título de Campeón de Campeones de la Federación de Fútbol del Este (torneo entre los mejores equipos de las ligas de la zona este de Canelones).
En 2021 el Cinco Esquinas dio un paso más en su historia al abandonar OFI y su liga de origen, para ingresar en las competencias de la Asociación Uruguaya de Fútbol, donde sólo participó en dos temporadas ya que en 2023 se desafilió por razones económicas.

## Palmarés
- Liga de Fútbol Regional del Este (9): 1957, 1959, 1961, 1970, 1973, 1974, 1980, 1984 y 2015.
- Campeonato de Clubes Campeones de Canelones del Este (5):[5] 1972, 1973, 1974, 1975 y 1976.